# César Broto Villegas
César Broto Villegas (Saragossa, 3 de novembre de 1914 – la Pobla del Duc, Vall d'Albaida, 15 de març 2009) fou un anarcosindicalista català d'origen aragonès.

## Biografia
Fill d'un ferroviari de tendència socialista, de ben petit es traslladà amb tota la seva família a Lleida. Es va afiliar a la Societat d'Impressors de la CNT el 1925 (amb només 11 anys). El 1933 fou cofundador del diari Acracia i de l'Ateneu Llibertari de Lleida amb Félix Lorenzo Páramo, cap de la FAI a Lleida. Ambdós foren clausurats el novembre de 1933. El 1935 va desertar de l'exèrcit i assolí el càrrec de secretari provincial de la CNT. Per contactes amb aragonesos que feien el servei militar a Lleida se n'assabentà de les intencions dels militars del cop d'estat del 18 de juliol de 1936.
La nit del 18 de juliol de 1936 la passà al peu del castell de Lleida per tal d'evitar que els miliars se sumessin a la insurrecció i després marxà a Barcelona a demanar reforços. A finals de 1936 marxà amb la Columna Durruti al Front d'Aragó com a motorista del cap de la columna, Ricardo Sanz García. A començaments de 1939 fou ferit a una cama a l'Artesa de Segre i la fi de la guerra civil espanyola el va sorprendre a un hospital de la Creu Roja a Barcelona.
Reconegut per les tropes franquistes, fou traslladat a Lleida, jutjat en consell de guerra i condemnat a 15 anys de presó. El 1943 fou alliberat i es traslladà a Barcelona, on treballà clandestinament en la reorganització de la CNT. Escollit secretari regional de Catalunya, participà en el Ple de París de 1945 i en fou secretari general de juliol a octubre de 1945. Poc després de tornar a de París a Barcelona fou detingut per la Brigada Político-Social franquista, interrogat durant 53 dies i traslladat a Alcalá de Henares. El 21 de març 1947 fou sotmès a un nou consell de guerra i condemnat a 30 anys de presó. Va complir la condemna a la presó Model de Barcelona, a la Presó de Lleida, i degut als intents de fuga fou traslladat a les d'Alcalà d'Henares (1945-1948), Ocaña (1948), el Dueso (1948), Yeserías (1948-1949) i Sant Miquel dels Reis (1949-1962).
El 30 de març de 1962 fou alliberat i es traslladà a València i d'ací a Lleida, però el 1966 tornà a ser detingut. A finals de 1966 se n'anà a França i s'instal·là a Évreux, on va mantenir contactes amb el moviment llibertari i d'on no en tornaria fins al 1980. El 1999 s'instal·là a la Pobla del Duc (la vall d'Albaida)

## Obres
- La Lleida anarquista. Memòries d'un militant de la CNT durant la República, la guerra civil i el franquisme (Pagès Editors, 2006)
- La Gran trata de Esclavos (FAL, 2021)